# Ото Нерц
Ото Нерц; Хехинген, 21. октобар 1892 - 19. април 1949 Логор Захсенхаузен) је бивши њемачки фудбалски играч и тренер, који је ушао у историју као први селектор ове земље. Репрезентацију је водио пуних 13 година, од 1923. до 1936, укључујући и Свјетско првенство 1934. када је његов тим освојио треће мјесто. Као нациста ухапшен је по завршетку Другог свјетског рата и остатак живота провео у заробљеништу. Умро је априла 1949. године.

## Каријера
Нерц је рођен у Хехингену, провинција Хоенцолерн. Одрастао је у тешким условима, у земљорадничкој породици, окружен са једанаесторо браће и сестара. Успркос околностима похађа средњу школу. Прије Првог свјетског рата стекао је учитељску диплому. Током рата служио је као теренски љекар. Послије рата радио је као учитељ у једној основној школи у Берлину 1919. Почео је студије на Факултету за физичку културу који завршава 1925. Такође, завршава и студије медицине 1935. Фудбалску каријеру започео је у FG Hechingen, а након што се са породицом преселио у Манхајм каријеру је наставио у VfR Mannheim, а затим је од 1919. до 1924. играо за Tennis Borussia Berlin. Као активни фудбалер није имао неког значајнијег успјеха. Након завршетка играчке каријере фудбалом се наставио бавити као тренер Tennis Borussia Berlin од 1924. до 1926.
У то време фудбал није био главни спорт у Њемачкој, а на њемачки фудбал се гледало као на значајно инфериорнији од оног који се играо у другим земљама централне Европе, попут Аустрије, Мађарске, Чехословачке и Италије. Њемачки фудбалски савез (ДФБ) желио је да створи успјешну репрезентацију за олимпијски фудбалски турнир 1928. године. На иницијативу Феликса Линемана, предсједника ДФБ-а, Нерц је 1. јула 1926. године ангажован као селектор. Нерц је већ тада уживао углед као стручњак за фудбал и тактичар. Дебитовао је, 31. октобра 1926, побједом од 3:2 против Холандије. Међутим, наде за добар наступ на Олимпијским играма 1928. године нису се оствариле, јер је Њемачка већ у другом колу елиминисана од будућег олимпијског шампиона Уругваја резултатом 1:4.
Нерц је брзо препознао слабости националног тима и увео неке иновације. Прочавао је утакмице енглеске лиге и купа, али и утакмице у Аустрији и Италији. Није се либио да тражи савјет о тренирању и тактици од најугледнијих тренера тог доба као што су Џими Хоган, Hugo Meisl, Виторио Поцо. Играче је позивао на курсеве и задавао им напорне трениге ради постизања физичке кондиције. Био је познат по својој строгој дисциплини, блиској војној, тако да су чак и нацистички званичници Трећег рајха његов тим назвали "квази милитаристичким".
Проширио је репрезентацију и довео неколико талената попут Ернста Куцора, Фрица Сзепана и Паул Јанеса. Његов труд и рад се показао већ током 1929. када је репрезентација остала непоражена са четири побједе и једним ремијем. Њемачка није наступала на првом Свјетском првенству 1930. у Уругвају, иако је позвана. Већ на наредном турниту у Италији 1934. Њемачка репрезентација је већ посједовала квалитет. Услиједиле су побједе над Белгијом и Шведском, полуфинални пораз од Чехословачке и на крају тријумф над Аустријанцима у борби за треће мјесто. Ово је био најбољи међународни наступ Њемачке све до Свјетског првенства 1954. године и доприњео је популарности овог спорта у Њемачкој.
Доласком на власт нациста Нерц се политички преорјентисао. Првобитно је био члан СДП (1919. до 1933), а након смјене власти 1933. придружује се СА, да би од 1. маја 1937. постао члан НСДАП. Иако је за себе говорио да је "интерно политички незаинтересован", као "Рајхстренер" пишући колумне у једном берлинском листу открио је свој антисемитски став. Његови чланци су обиловали тезама против Јевреја у спорту. Његов успјех на Свјетском првенству 1934. и његово чланство у нацистичкој странци значили су и висока очекивања које су имали у врху државе од Нерцовог тима на Олимпијским играма 1936. у Берлину.
У првој утакмици Њемачка је декласирала Луксембург са 9:0. Челници Фудбалског савеза увјерени у моћ екипе дозволили су себи да меч друге рунде против Норвешке у госте позову Адолфа Хитлера и његове најближе сараднике. Међу 55.000 гледалаца у Берлину били су још Херман Геринг, Јозеф Гебелс и Рудолф Хес. Њемачка је примила први гол у 4. минуту. Десетак минута пре краја Норвежани су другим голом потврдили тријумф. Наводно је Хитлер био толико љут због пораза да је желио да стреља Нерца. Све се завршило тако што је Нерц разријешен дужности. У аманет свом куму, највећем пријатељу и дотадашњем помоћнику и насљеднику Сепу Хербергеру упутио је писмо: Драги Сеп, верујем да знаш да је селекторска функција институција. Ја сам се повукао на вријеме. Није тачно да сам отишао због преоптерећености. Нису ми више давали одрешене руке. Мораш сам да знаш када треба да се повучеш. Тако ћеш штитити ту важну позицију. До тада, настави да унапређујеш фудбалску репрезентацију Њемачке.
Након отпуштања са мјеста селектора, Нерц је преузео административну и тренерску позицију у фудбалском савезу Берлина. Херберг је на дужност селектора Рајха ступио 2. новембра 1936. Ипак, Нерц је и даље остао уз национални тим сарађујући са Хербергом. Био је професор на Универзитету за физичко васпитање и објавио је неколико публикације из области спортске науке.
Због чланства у нацистичкој странци, ухапшен је као ратни заробљеник након битке за Берлин, а касније је интерниран у логор Захсенхаузен; послије четири године затвора умро је 18. априла 1949, а сахрањен је у масовној гробници на месту логора.